# Marie Wassiltschikow

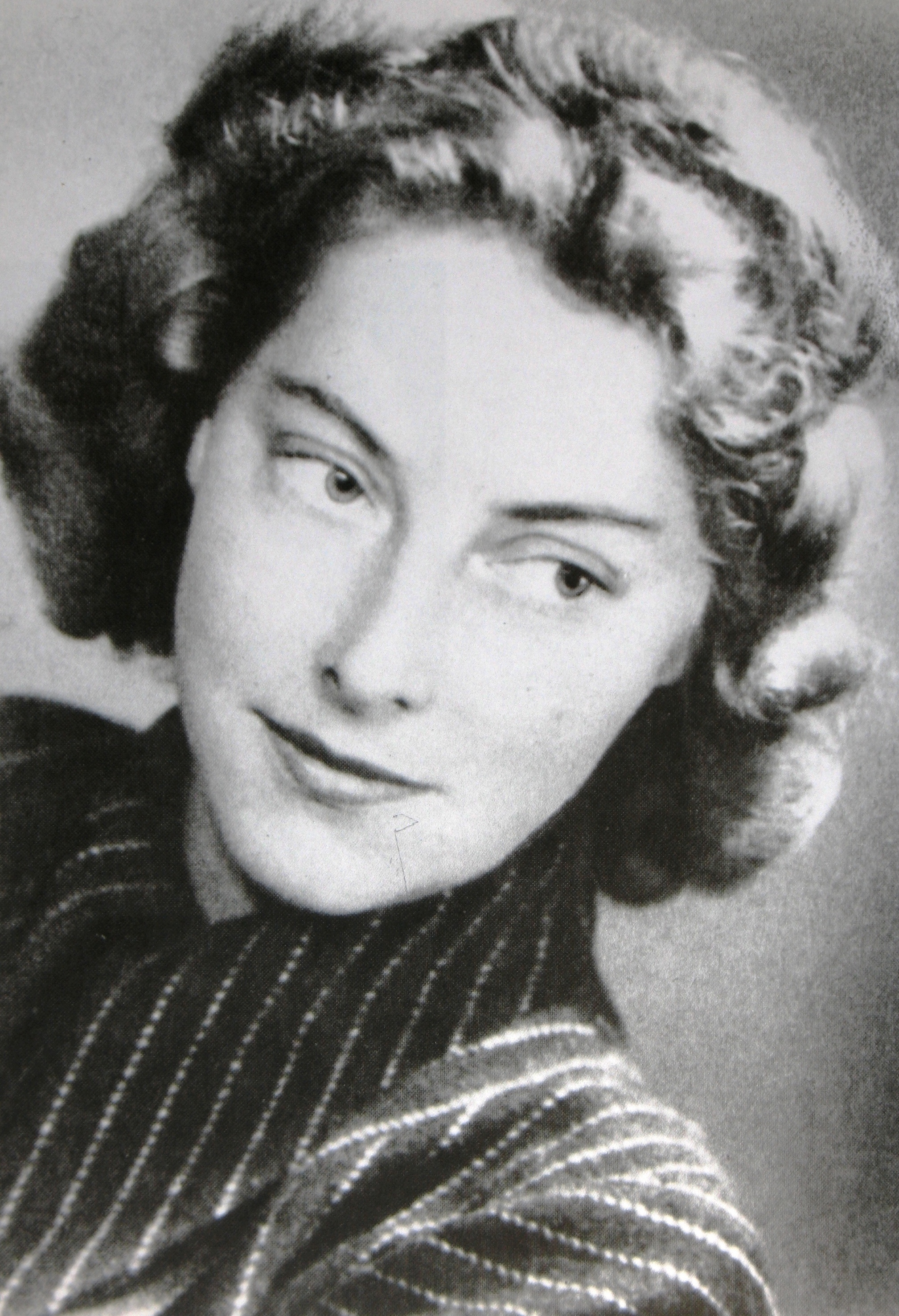
Marie Wassiltschikow (1941)

Marie Wassiltschikow, genannt „Missie“ (russisch Мария Илларионовна Васильчикова Marija Illarionowna Wassiltschikowa, wiss. Transliteration Marija Illarionovna Vasil'čikova; 11. Januar 1917 – 12. August 1978), war eine russische Adlige, die in ihren Berliner Tagebüchern, 1940–1945, die Situation im bombardierten Berlin beschrieb und Ereignisse, die zum Attentat auf Adolf Hitler am 20. Juli 1944 führten.

## Werke
- Die Berliner Tagebücher der Marie „Missie“ Wassiltschikow 1940–1945. Siedler, Berlin 1987, ISBN 3-88680-238-8 (aus dem Englischen von Elke Jessett).

| Personendaten    | Personendaten |
| ---------------- | --- |
| NAME             | Wassiltschikow, Marie |
| ALTERNATIVNAMEN  | Wassiltschikowa, Marija Illarionowna (vollständiger Name); Васильчикова, Мария Илларионовна (russisch); Vasil'čikova, Marija Illarionovna (wissenschaftliche Transliteration); Vassiltchikov, Marie; Missie (Spitzname) |
| KURZBESCHREIBUNG | deutsch-russische Schriftstellerin |
| GEBURTSDATUM     | 11. Januar 1917 |
| STERBEDATUM      | 12. August 1978 |